# Dolichopus flavipes
Dolichopus flavipes är en tvåvingeart som beskrevs av Hermann Friedrich Stannius 1831. Dolichopus flavipes ingår i släktet Dolichopus och familjen styltflugor. Inga underarter finns listade i Catalogue of Life.